# Atletica leggera ai Giochi della XXIII Olimpiade - Getto del peso femminile
Il getto del peso ha fatto parte del programma femminile di atletica leggera ai Giochi della XXIII Olimpiade. La competizione si è svolta il 3 agosto 1984 al «Memorial Coliseum» di Los Angeles.

## Assenti a causa del boicottaggio
Nota: le prestazioni sono state ottenute nell'anno olimpico.
| Primatista mondiale                        | 22,53 m | 27 maggio | Natal'ja Lisovskaja |
| Campionessa olimpica e campionessa europea | 21,85 m | 15 luglio | Ilona Slupianek     |
| Campionessa mondiale 1983                  | 21,60 m | 3 giugno  | Helena Fibingerová  |
| Quarta atleta al mondo                     | 21,53 m | 20 giugno | Nunu Abašidze       |
| Quinta atleta al mondo                     | 21,32 m | 5 maggio  | Ines Müller         |

## Risultati

### Qualificazioni
Le atlete iscritte risultano in tutto 13. Si decide di non disputare la qualificazione e di ammettere tutte le iscritte alla finale.

### Finale
Stadio Memorial Coliseum, venerdì 3 agosto.

Le migliori 8 classificate dopo i primi tre lanci accedono ai tre lanci di finale.
| Pos     | Atleta               | Paese          | 1ª prova | 2ª prova | 3ª prova | 4ª prova | 5ª prova | 6ª prova | Misura | Note |
| ------- | -------------------- | -------------- | -------- | -------- | -------- | -------- | -------- | -------- | ------ | ---- |
| Oro     | Claudia Losch        | Germania Ovest | 19,97    | 20,31    | 19,33    | 20,06    | 19,96    | 20,48    | 20,48  |      |
| Argento | Mihaela Loghin       | Romania        | 19,67    | 19,73    | 19,95    | 20,47    | 20,25    | 20,09    | 20,47  |      |
| Bronzo  | Gael Mulhall-Martin  | Australia      | 18,10    | 19,19    | 18,75    | 18,53    | x        | 18,34    | 19,19  |      |
| 4       | Judy Oakes           | Regno Unito    | 18,14    | 17,76    | 18,01    | 18,08    | x        | 17,81    | 18,14  |      |
| 5       | Meisu Li             | Cina           | 17,37    | x        | 17,44    | 17,96    | 17,61    | 17,19    | 17,96  |      |
| 6       | Venissa Head         | Regno Unito    | x        | 17,90    | x        | 17,37    | 15,59    | 16,40    | 17,90  |      |
| 7       | Carol Cady           | Stati Uniti    | 17,22    | 17,23    | 17,10    | 16,83    | 16,32    | 17,19    | 17,23  |      |
| 8       | Florența Crăciunescu | Romania        | 16,62    | 17,23    | 17,10    | 16,45    | x        | 17,05    | 17,23  |      |
| 9       | Lorna Griffin        | Stati Uniti    | 15,87    | 16,08    | 17,00    |          |          |          | 17,00  |      |
| 10      | Yang Yanqin          | Cina           | 16,76    | 16,97    | 16,46    |          |          |          | 16,97  |      |
| 11      | Ramona Pagel         | Stati Uniti    | 16,06    | 15,69    | 15,90    |          |          |          | 16,06  |      |
| 12      | Carmen Ionesco       | Canada         | 14,92    | 15,25    | 14,96    |          |          |          | 15,25  |      |
| 13      | Odette Mistoul       | Gabon          | 14,39    | x        | 14,59    |          |          |          | 14,59  |      |

Legenda:
- X = Lancio nullo;
- RO = Record olimpico;
- RN = Record nazionale;
- RP = Record personale.